# 萨瓦省公路网

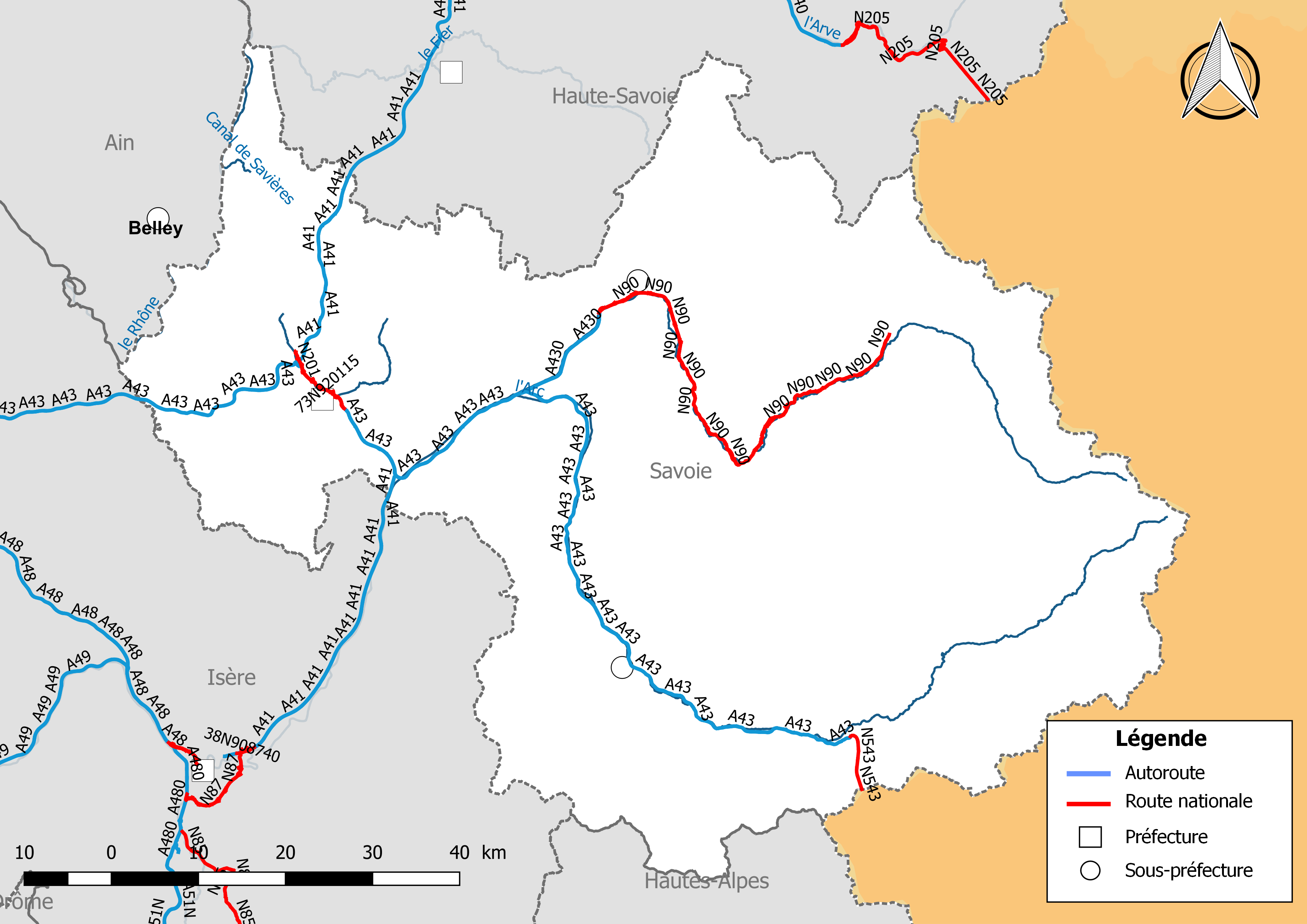
萨瓦省公路网

萨瓦省公路网（Réseau routier de la Savoie）是法国萨瓦省境内公路设施的统称。截至2020年2月，萨瓦省境内共有高速公路163公里，国道71公里，省道3125公里以及其它公路4923公里。

## 历史
萨瓦省的第一条公路出现于18世纪末，最初仅供马车行驶，工业革命后开始出现机动车辆。1930年，萨瓦省境内的公路系统进行了统一编号。1972年和2006年，法国的国道系统两次大规模拆分，其中萨瓦省境内的多条法国国道改为省道，并重新编号。
|          | 2002 | 2003 | 2004 | 2005 | 2006 | 2007 | 2008 | 2009 | 2010 | 2011 | 2012 | 2013 | 2014 | 2015 | 2016 | 2017 |
| -------- | ---- | ---- | ---- | ---- | ---- | ---- | ---- | ---- | ---- | ---- | ---- | ---- | ---- | ---- | ---- | ---- |
| 高速公路 | 163  | 163  | 163  | 163  | 163  | 163  | 163  | 163  | 163  | 163  | 163  | 163  | 163  | 163  | 163  | 163  |
| 国道     | 397  | 397  | 397  | 67   | 72   | 69   | 72   | 72   | 72   | 72   | 72   | 72   | 72   | 71   | 71   | 71   |
| 省道     | 3118 | 2824 | 2828 | 2825 | 3154 | 3153 | 3146 | 3146 | 3146 | 3146 | 3139 | 3134 | 3126 | 3126 | 3126 | 3125 |
| 其它道路 | 4559 | 4555 | 4574 | 4574 | 4578 | 4624 | 4624 | 4676 | 4697 | 4697 | 4788 | 4835 | 4835 | 4842 | 4912 | 4923 |
| 总计     | 8237 | 7939 | 7962 | 7629 | 7967 | 8009 | 8005 | 8057 | 8078 | 8078 | 8162 | 8204 | 8196 | 8202 | 8272 | 8282 |

## 路网

### 高速公路
- 法国A41号高速公路（萨瓦省境内全长约23公里，共设有2个出入口和1个互通立交）
- 法国A43号高速公路（萨瓦省境内全长约127公里，其中尚贝里段和国道N201线共线，共设有17个出入口和3个互通立交）
- 法国A430号高速公路（全程位于萨瓦省境内，全长约14公里，共设有1个出入口和2个互通立交）

### 国道
- 法国国道N90线（法语：Route nationale 90 (France)），萨瓦省境内全长约62公里。
- 法国国道N201线（法语：Route nationale 201 (France)），即A43高速公路的尚贝里过境线，全长约9公里。

### 省道
| 萨瓦省省道列表 |               |                     | |                     |
| 编号           | 长度 （km）   | 起点 连接线         | 主要途径市镇（斜体字表示该道路距离该市镇政府所在地最近距离超过1公里） | 终点 连接线         |
| D1             | 5.2           | 尚贝里 绿国大街     | 尚贝里 ↔ 科尼安 ↔ 拉莫特塞尔沃莱 | 拉莫特塞尔沃莱 D14  |
| D1A            | 1.5           | 尚贝里 N201         | 尚贝里 | 尚贝里 D1           |
| D1B            | 1.3           | 尚贝里 D1A          | 尚贝里 ↔ 拉莫特塞尔沃莱 | 拉莫特塞尔沃莱 D14A |
| D10            | 6.9           | 尚贝里 拉布瓦斯大街 | 尚贝里 ↔ 沃格朗 | 沃格朗 D17          |
| D11            | 26.1          | 拉腊瓦尔 D1006      | 拉腊瓦尔 ↔ 圣阿尔邦-莱斯 ↔ 巴尔比 ↔ 屈里耶讷 ↔ 拉蒂勒 ↔ 克吕埃 | 克吕埃 D1006        |
| D17            | 2.2           | 滨湖维维耶 D991     | 滨湖维维耶 → 沃格朗 | 沃格朗 D1201        |
| D904           | 2.8           | 吕菲约 D991         | 吕菲约 | （安省） D904       |
| D912           | 32.6 （北段） | 圣阿尔邦-莱斯 D11   | 圣阿尔邦-莱斯 ↔ 圣让达尔韦 ↔ 莱代塞尔 ↔ 勒努瓦耶 ↔ 莱舍赖讷 ↔ 博日地区贝勒孔布 | （上萨瓦省） D912   |
| D912           | 24.8 （南段） | 尚贝里 共和国街     | 尚贝里 ↔ 雅各布-贝勒孔贝特 ↔ 蒙塔尼奥勒 ↔ 阿普勒蒙 ↔ 旧昂特勒蒙 ↔ 圣皮埃尔当特勒蒙 | （伊泽尔省） D512   |
| D916           | 32.6          | 科尼安 D1006        | 科尼安 ↔ 尚贝里 ↔ 圣叙尔皮斯 ↔ 拉莫特塞尔沃莱 ↔ 楠斯 ↔ 诺瓦莱斯 ↔ 圣玛丽达尔韦 ↔ 圣热尼乡 | 圣热尼乡 D1516      |
| D916A          | 9.1           | 圣热尼乡 D1516      | 圣热尼乡 ↔ 贝尔蒙-特拉莫内 ↔ 多默桑 ↔ 博瓦桑桥镇 | 圣热尼乡 D1516      |
| D921           | 56.7          | 吕菲约 D904         | 吕菲约 ↔ 维永 ↔ 沙纳 ↔ 吕塞 ↔ 容日约 ↔ 耶讷 ↔ 特赖兹 ↔ 拉沙佩勒圣马丁 ↔ 梅里约-特鲁埃 ↔ 韦尔特梅 ↔ 马尔雪 ↔ 诺瓦莱斯 ↔ 楠斯 ↔ 圣阿尔邦德蒙贝勒 ↔ 拉布里杜瓦尔 ↔ 阿蒂尼亚-翁桑 ↔ 拉博什 ↔ 圣皮埃尔德热讷布罗 ↔ 莱塞谢勒 | （伊泽尔省） D102C  |
| D991           | 45.6          | 尚贝里 勒克莱尔大街 | 尚贝里 ↔ 索纳 ↔ 滨湖维维耶 ↔ 德吕梅塔-克拉腊丰 ↔ 艾克斯莱班 ↔ 布里松-圣伊诺桑 ↔ 圣日耳曼拉尚博特 ↔ 希德里约 ↔ 吕菲约 ↔ 塞里耶尔昂绍塔涅 ↔ 莫茨 | （上萨瓦省） D991   |
| D1006          | 197           | （伊泽尔省） D1006  | 博瓦桑桥镇 ↔ 多默桑 ↔ 圣贝龙 ↔ 圣弗朗 ↔ 莱塞谢勒 ↔ 圣克里斯托夫 ↔ 圣让德库兹 ↔ 圣蒂博德库兹 ↔ 圣卡桑/维米讷 ↔ 科尼安 ↔ 尚贝里 ↔ 巴桑斯/巴尔贝拉 ↔ 拉腊瓦尔 ↔ 沙莱索 ↔ 圣热瓦尔普里约雷 ↔ 希尼安 ↔ 萨瓦之门镇 ↔ 蒙梅利扬 ↔ 阿尔班 ↔ 克吕埃 ↔ 夸斯-圣让皮耶戈蒂耶 ↔ 圣让德拉波尔特 ↔ 圣皮埃尔达尔比尼 ↔ 沙穆塞 ↔ 布尔讷夫 ↔ 艾通 ↔ 阿克谷 ↔ 阿尔让蒂讷 ↔ 埃皮埃尔 ↔ 拉沙佩勒 ↔ 莫里耶讷地区莱沙瓦讷 ↔ 拉尚布尔 ↔ 圣阿夫尔 ↔ 圣玛丽德奎讷 ↔ 莫里耶讷地区拉图尔 ↔ 莫里耶讷地区圣让 ↔ 维拉尔贡德朗 ↔ 圣朱利安-蒙德尼 ↔ 圣马丁德拉波尔特 ↔ 莫里耶讷地区圣米歇尔 ↔ 奥雷勒 ↔ 弗勒内 ↔ 富尔诺 ↔ 莫达讷 ↔ 维拉罗丹-布尔热 ↔ 阿夫里约 ↔ 欧苏瓦 ↔ 布拉芒斯 ↔ 索利耶尔-萨尔迪耶尔 ↔ 泰尔米尼翁 ↔ 瑟尼谷 | 義大利              |
| D1090          | 31.7 （东段） | 圣莫里斯堡 N90      | 圣莫里斯堡 ↔ 塞兹 ↔ 蒙瓦勒藏 | 義大利              |
| D1090          | 15.7 （中段） | 伊泽尔河畔日伊 N90  | 伊泽尔河畔日伊 ↔ 图尔农 ↔ 弗龙特内 ↔ 圣维塔勒 ↔ 蒙塔耶尔 ↔ 伊泽尔河畔格雷西 ↔ 艾通 ↔ 沙穆塞 | 沙穆塞 D1006        |
| D1090          | 4.4 （西段）  | 希尼安 D1006        | 希尼安 ↔ 萨瓦之门镇 | （伊泽尔省） D1090  |
| D1201          | 22.4          | 沃格朗 N201/D1504   | 沃格朗 ↔ 滨湖维维耶 ↔ 特雷塞尔沃 ↔ 艾克斯莱班 ↔ 艾克斯附近格雷西 ↔ 拉比约勒 ↔ 阿尔邦斯 ↔ 圣日罗 | （上萨瓦省） D1201  |
| D1212          | 30            | 阿尔贝维尔 N90/D925 | 阿尔贝维尔 ↔ 帕吕 ↔ 泰内索勒 ↔ 马尔托 ↔ 于日讷 ↔ 科埃诺 ↔ 圣尼古拉拉沙佩勒 ↔ 弗吕梅 | （上萨瓦省） D1212  |
| D1504          | 20.3          | 沃格朗 N201/D1201   | 沃格朗 ↔ 拉莫特塞尔沃莱 ↔ 滨湖勒布尔热 ↔ 布尔多 ↔ 圣让德舍沃吕 ↔ 圣保罗 ↔ 耶讷 ↔ 拉巴尔姆 | （安省） D1504      |
| D1516          | 15.5          | （伊泽尔省） D1516  | 圣热尼乡 ↔ 尚帕尼约 ↔ 拉巴尔姆 | 拉巴尔姆 D1504      |
| 1. 2. 3. 4.    |               |                     | |                     |